# Peccato originale (Rubens)
Il Peccato originale (in olandese Het hof van Eden met de zondeval, "Il giardino dell'Eden con la caduta dell'uomo") è un dipinto a olio su tavola (74x114 cm) realizzato nel 1617 circa dal pittore Peter Paul Rubens, con l'ausilio di Jan Brueghel il Vecchio per la flora e la fauna.
È conservato nel Mauritshuis dell'Aia.

## Descrizione
Adamo ed Eva sono ritratti sotto l'albero della conoscenza del bene e del male, dove crescono vari frutti. Dall'altra parte del giardino dell'Eden c'è l'albero della vita, anche questo pieno di frutti. La scena è tratta dal libro della Genesi, 2:8–14. Una scimmia che morde una mela, situata in basso a sinistra, simboleggia il peccato. La scimmia che si trova accanto ad Adamo simboleggia chi non può resistere alla tentazione, mentre il gatto che si trova vicino ai piedi di Eva rappresenta l'astuzia crudele. Alcuni grappoli d'uva che si trovano tra le foglie dietro Adamo ed Eva potrebbero nascondere un significato simbolico cristiano, dato che il vino, ricavato dall'uva, rappresenta il sangue di Cristo.